# Худобяк, Игорь Ярославович
И́горь Яросла́вович Худобя́к (укр. Ігор Ярославович Худоб'як; род. 20 февраля 1985, Ивано-Франковск) — украинский футболист, полузащитник кипрского клуба «Этникос».

## Биография

### Клубная карьера
В ДЮФЛ выступал за ДЮСШ-3 из Ивано-Франковска, вместе с ним занимались Ярослав Годзюр и Степан Боргун. Первый тренер — Виктор Поптанич. Начал профессиональную карьеру в иванофранковской «Черногоре». В команде дебютировал 25 сентября 2001 года в матче против «Вереса» (0:4). Всего за «Черногору» провёл 60 матчей и забил 2 гола. Летом 2004 года перешёл в иванофранковский «Спартак». В команде провёл 28 матчей и забил 8 мячей.
Летом 2005 года перешёл во львовские «Карпаты». В команде дебютировал 30 июля 2005 года в матче против киевского ЦСКА (3:0). В команде сразу стал лидером. В этом же сезоне вместе с командой дошёл до полуфинала Кубка Украины и занял 2-е место в первой лиге, благодаря чему клуб вышел в высшую лигу. В Высшей лиге дебютировал 23 июля 2006 года в матче против запорожского «Металлурга» (0:0).
Худобяк стал любимчиком львовских фанатов. Два раза получил «Звезду Карпат» — приз лучшему футболисту клуба — в 2006 году и 2008 году. В 2008 году посетители сайта UA-Футбол поставили Игоря в тройку самых перспективных украинских молодых игроков 2008 года, вслед за Дмитрием Чигринским и Артёмом Милевским. В сентябре 2009 года подписал новый контракт с клубом по схеме 3+2 года. В сезоне 2010/11 в составе львовских «Карпат» вышел в групповой этап Лиги Европы.
27 мая 2013 года выставлен на трансфер. 27 июня 2013 на правах аренды перешёл в футбольный клуб «Ростов». Дебютировал за ростовчан в матче первого тура против грозненского «Терека» выйдя на замену на 67 минуте вместо Александра Гацкана, по окончании сезона вернулся в расположение «Карпат».
Зимой 2018 года покинул «Карпаты».

### Карьера в сборной
Провёл 1 матч за молодёжную сборную Украины до 21 года 6 сентября 2006 на выезде против Хорватии (1:2).
Впервые в национальную сборную Украины его вызвал Алексей Михайличенко в ноябре 2009 года к квалификационным матчам против Греции.
29 мая 2010 года дебютировал в составе национальной сборной Украины в товарищеском матче со сборной Румынии (3:2).

## Достижения
«Карпаты»
- Серебряный призёр Первой лиги Украины: 2005/06

«Ростов»
- Обладатель Кубка России: 2013/14

«Этникос»
- Победитель Второго дивизиона Кипра: 2019

## Стиль игры
Действует на месте атакующего полузащитника, преимущественно на правой стороне поля. Отличается высокой скоростью, техникой и точными ударами и пасами. Из-за небольших габаритов неуверенно действует в игре головой и проигрывает силовые двоеборья.

## Личная жизнь
Закончил Прикарпатский национальный университет имени Василия Стефаника (факультет физического воспитания и спорта).
Женат на Ирине Шрам, которая родом из города Калуш. Познакомились на дискотеке в Ивано-Франковске. Его жена училась на факультете иностранных языков. 20 августа 2008 года у них родилась дочь Дария.
Игорь любит ходить на рыбалку.

## Статистика
| Сезон   | Клуб                      | Лига         | Чемпионат | Чемпионат | Кубок | Кубок | Дубль | Дубль | Еврокубки | Еврокубки |
| Сезон   | Клуб                      | Лига         | Игры      | Голы      | Игры  | Голы  | Игры  | Голы  | Игры      | Голы      |
| ------- | ------------------------- | ------------ | --------- | --------- | ----- | ----- | ----- | ----- | --------- | --------- |
| 2001/02 | Черногора                 | Вторая лига  | 10        | 0         | 0     | 0     | —     | —     | —         | —         |
| 2002/03 | Черногора                 | Вторая лига  | 20        | 1         | 0     | 0     | —     | —     | —         | —         |
| 2003/04 | Черногора                 | Вторая лига  | 30        | 1         | 1     | 0     | —     | —     | —         | —         |
| 2004/05 | Спартак (Ивано-Франковск) | Первая лига  | 29        | 8         | 2     | 0     | —     | —     | —         | —         |
| 2005/06 | Карпаты (Львов)           | Первая лига  | 33        | 5         | 6     | 0     | —     | —     | —         | —         |
| 2006/07 | Карпаты (Львов)           | Высшая лига  | 22        | 1         | 2     | 0     | 1     | 0     | —         | —         |
| 2007/08 | Карпаты (Львов)           | Высшая лига  | 29        | 4         | 1     | 0     | 1     | 0     | —         | —         |
| 2008/09 | Карпаты (Львов)           | Премьер-лига | 29        | 4         | 1     | 0     | 0     | 0     | —         | —         |
| 2009/10 | Карпаты (Львов)           | Премьер-лига | 30        | 5         | 2     | 2     | 0     | 0     | —         | —         |
| 2010/11 | Карпаты (Львов)           | Премьер-лига | 26        | 6         | 2     | 0     | 0     | 0     | 11        | 1         |
| 2011/12 | Карпаты (Львов)           | Премьер-лига | 23        | 0         | 3     | 0     | 0     | 0     | 4         | 1         |
| 2012/13 | Карпаты (Львов)           | Премьер-лига | 29        | 2         | 3     | 0     | 0     | 0     | —         | —         |
| 2013/14 | Ростов                    | Премьер-лига | 13        | 0         | 1     | 0     | 4     | 0     | —         | —         |
| 2014/15 | Карпаты (Львов)           | Премьер-лига | 23        | 3         | 2     | 0     | 0     | 0     | —         | —         |
| 2015/16 | Карпаты (Львов)           | Премьер-лига | 23        | 2         | 1     | 0     | 0     | 0     | —         | —         |
| 2016/17 | Карпаты (Львов)           | Премьер-лига | 29        | 5         | 1     | 0     | 0     | 0     | —         | —         |
| 2017/18 | Карпаты (Львов)           | Премьер-лига | 15        | 1         | 0     | 0     | 0     | 0     | —         | —         |
| 2018    | Акжайык                   | Премьер-лига | 29        | 1         | 1     | 0     | —     | —     | —         | —         |